# Manfred Woitzik
Manfred Woitzik (* 20. September 1933 in Neu Leubusch, Oberschlesien; † 30. Dezember 2020) war ein deutscher Architekt, Denkmalpfleger und Heimatforscher. 

## Leben
Woitzik wurde 1933 im schlesischen Neu Leubusch geboren. Im Jahr 1945 wurde er aus seinem Heimatort evakuiert und war bis 1946 interniert. 1948 beendete er die Volksschule und machte zunächst eine Lehre als Bau- und Möbeltischler, die er 1951 abschloss. Nach seinem drei Jahre später erfolgenden Fachabschluss als Innenarchitekt wurde er zunächst bis 1957 zum Wehrdienst eingezogen. Anschließend war er bis 1975 als Entwurfsarchitekt tätig und wurde in jenem Jahr schließlich Kreisarchitekt des Kreises Finsterwalde, was er bis zur Wende im Jahre 1990 blieb. In den Jahren 1991 und 1992 wirkte er als Referent der Unteren Denkmalschutzbehörde.
Ehrenamtlich engagierte er sich vor allem im Bereich der Denkmalpflege und Heimatforschung. So war er von 1979 bis 1990 Kreisvorsitzender der Gesellschaft für Denkmalpflege im Kulturbund der DDR und von 1985 bis 1990 staatlicher Beauftragter für Denkmalpflege. Von 1991 bis zum Jahre 2000 war er als Denkmalpfleger tätig. Insbesondere seit der Wende und mit seinem Übergang in den Ruhestand begann er sich in die Regionalforschung zu vertiefen.
Manfred Woitzik, der aus gesundheitlichen Gründen im Jahre 2000 zu seiner Tochter nach Wülfrath im Niederbergischen Land umzog, veröffentlichte zahlreiche Artikel in der vom Kreismuseum Finsterwalde herausgegebenen Jahresschrift Der Speicher. Beiträge von ihm erschienen aber auch im Finsterwalder Heimatkalender, den Sonnewalder Heimatblättern und anderen Publikationen. Darüber hinaus veröffentlichte er im Jahre 2000 mit dem Heft Wer zuerst kommt – mahlt zuerst eine umfangreiche Übersicht zur Mühlengeschichte des Landkreises Elbe-Elster mit unzähligen historischen Daten. Und im Jahre 2010 erschien mit Genius Loci, Finsterwalder Siedlungs- und Baugeschichte sein 400-seitiges Haupt- und Lebenswerk, wofür ihm im Folgejahr den Kulturpreis des Landkreises Elbe-Elster verliehen wurde.

## Ehrungen (Auswahl)
- 1998: Kulturpreis des Landkreises Elbe-Elster – Preis für Denkmalpflege[4][2]
- 2011: Kulturpreis des Landkreises Elbe-Elster – Preis für Heimatgeschichte[4][2]

## Schriften (Auswahl)
- Finsterwalde. Ein Lesebuch zur Geschichte der Stadt. Finsterwalde 1994 (zusammen mit Rainer Ernst und Olaf Weber).
- Kulturamt des Landkreises Elbe-Elster (Hrsg.): „Wer zuerst kommt – mahlt zuerst“. Eine Kulturgeschichte der Mühlen im Landkreis Elbe-Elster. Herzberg 2000.
- Meister Abraham. BücherKammer, Herzberg/Elster 2008, ISBN 978-3-940635-11-2 (Roman).
- Verein der Freunde und Förderverein des Kreismuseums Finsterwalde e. V. (Hrsg.): Genius Loci. Finsterwalder Siedlungs- und Baugeschichte. Finsterwalde 2010, ISBN 978-3-9811107-0-8.
- Die frommen Ritter von Maltitz. Regia-Verlag, Cottbus 2011, ISBN 978-3-86929-200-7.